# カンペルトーニョ
カンペルトーニョ（伊: Campertogno）は、イタリア共和国ピエモンテ州ヴェルチェッリ県にある、人口約200人の基礎自治体（コムーネ）。

## 地理

### 位置・広がり
| 隣接するコムーネは以下の通り。 - アラーニャ・ヴァルセージア (リーヴァ・ヴァルドッビア) - ボッチョレート - モッリア - ピオーデ - ラッサ - スコペッロ |